# 宋用臣
宋用臣（？—1100年），字正卿，开封府人，北宋宦官。
宋用臣以父荫供职内省。宋神宗时，兴建东、西府、筑京城，建尚书省、太学，立原庙，导洛水通汴河，这些大工程，都是宋用臣掌理。官至登州防御使、加宣政使。宋哲宗元祐初年，降为皇城使，贬谪为监滁州、太平州酒税。与王中正、李宪、石得一被旧党视为“四凶”。元祐四年（1089年），主管灵仙观。绍圣初年，召为内侍押班，宋徽宗即位，转任蔡州观察使、入内副都知。为永泰陵修奉鈐辖，卒赠安化军节度使，谥号僖敏。

## 延伸阅读
[在维基数据编辑]
 《宋史·卷467》，出自脱脱《宋史》